# Otomops formosus
Otomops formosus är en fladdermusart som beskrevs av Frederick Nutter Chasen 1939. Otomops formosus ingår i släktet Otomops och familjen veckläppade fladdermöss. IUCN kategoriserar arten globalt som otillräckligt studerad. Inga underarter finns listade i Catalogue of Life.
Arten förekommer endemisk på västra Java. Den lever i regioner som ligger ungefär 400 meter över havet. Antagligen kan Otomops formosus anpassa sig till olika habitat med träd. En individ hittades vilande i ett trädhål som skapades av en hackspett eller av en annan fågel.